# Conus argillaceus
Conus argillaceus é uma espécie de gastrópode do gênero Conus, pertencente à família Conidae.